# ソユーズTMA-14M
ソユーズTMA-14Mは2014年に行われた国際宇宙ステーション(ISS)への有人宇宙飛行。第41次長期滞在の3名の乗組員をISSに運んだ。
ソユーズの1967年の初飛行以来、123回目の飛行であった。ソユーズは第42次長期滞在のクルーのための緊急脱出用としてISSに留め置かれ、2015年3月に予定通りドッキングを解除し、地球に帰還した。

## クルー
| 地位                 | 乗組員                                                               | 乗組員                                                               |
| -------------------- | -------------------------------------------------------------------- | -------------------------------------------------------------------- |
| 司令                 | アレクサンダー・サマクチャイエフ, RSA 第41次長期滞在 2回目の宇宙飛行 | アレクサンダー・サマクチャイエフ, RSA 第41次長期滞在 2回目の宇宙飛行 |
| フライトエンジニア 1 | エレナ・セロヴァ, RSA 第41次長期滞在 1回目の宇宙飛行                 | エレナ・セロヴァ, RSA 第41次長期滞在 1回目の宇宙飛行                 |
| フライトエンジニア 2 | バリー・E・ウィルモア, NASA 第41次長期滞在 2回目の宇宙飛行           | バリー・E・ウィルモア, NASA 第41次長期滞在 2回目の宇宙飛行           |

### バックアップクルー
| 地位                 | 乗組員                      | 乗組員                      |
| -------------------- | --------------------------- | --------------------------- |
| 司令                 | ゲンナジー・パダルカ, RSA   | ゲンナジー・パダルカ, RSA   |
| フライトエンジニア 1 | ミハイル・コルニエンコ, RSA | ミハイル・コルニエンコ, RSA |
| フライトエンジニア 2 | スコット・ケリー, NASA      | スコット・ケリー, NASA      |

## 経過

### ドッキングまで
ソユーズTMA-14Mは2014年9月25日20時25分(UTC、現地時間26日金曜日の午前2時25分)にカザフスタンのバイコヌール宇宙基地からソユーズ-FGで打ち上げられた。およそ打ち上げ9分後に低軌道に到達した。低軌道到達後、ソユーズは太陽光パネルの展開に失敗し、これは最終的にISS到達後に展開した。NASAとFSAによると、ソーラーパネルの展開不能はミッションの成功を脅かすものではなかったとされる。
4時間ランデブー方式に沿う形で、6時間以内の同年9月26日2時11分(UTC)にISSのポイスクとドッキングした。ISSとソユーズの間のハッチは4時6分(UTC)にあけられた。このときをもってTMA-14Mのクルーは第41次長期滞在に参加し、これは2014年11月にソユーズTMA-13MがISSから発つまで続いた。その後、サマクチャイエフ、セロヴァ、ウィルモアは第42次長期滞在に移行した。

### ドッキング解除後
TMA-14Mは2015年3月11日まで緊急帰還用の宇宙機として維持され、その後サマクチャイエフ、セロヴァ、ウィルモアを乗せて地球に帰還した。3月11日22時44分(UTC)にISSからのドッキングを解除して軌道を離脱し、乗員の乗ったソユーズは3時間程あとの3月12日2時7分(UTC)に無事に着陸した。

## 画像

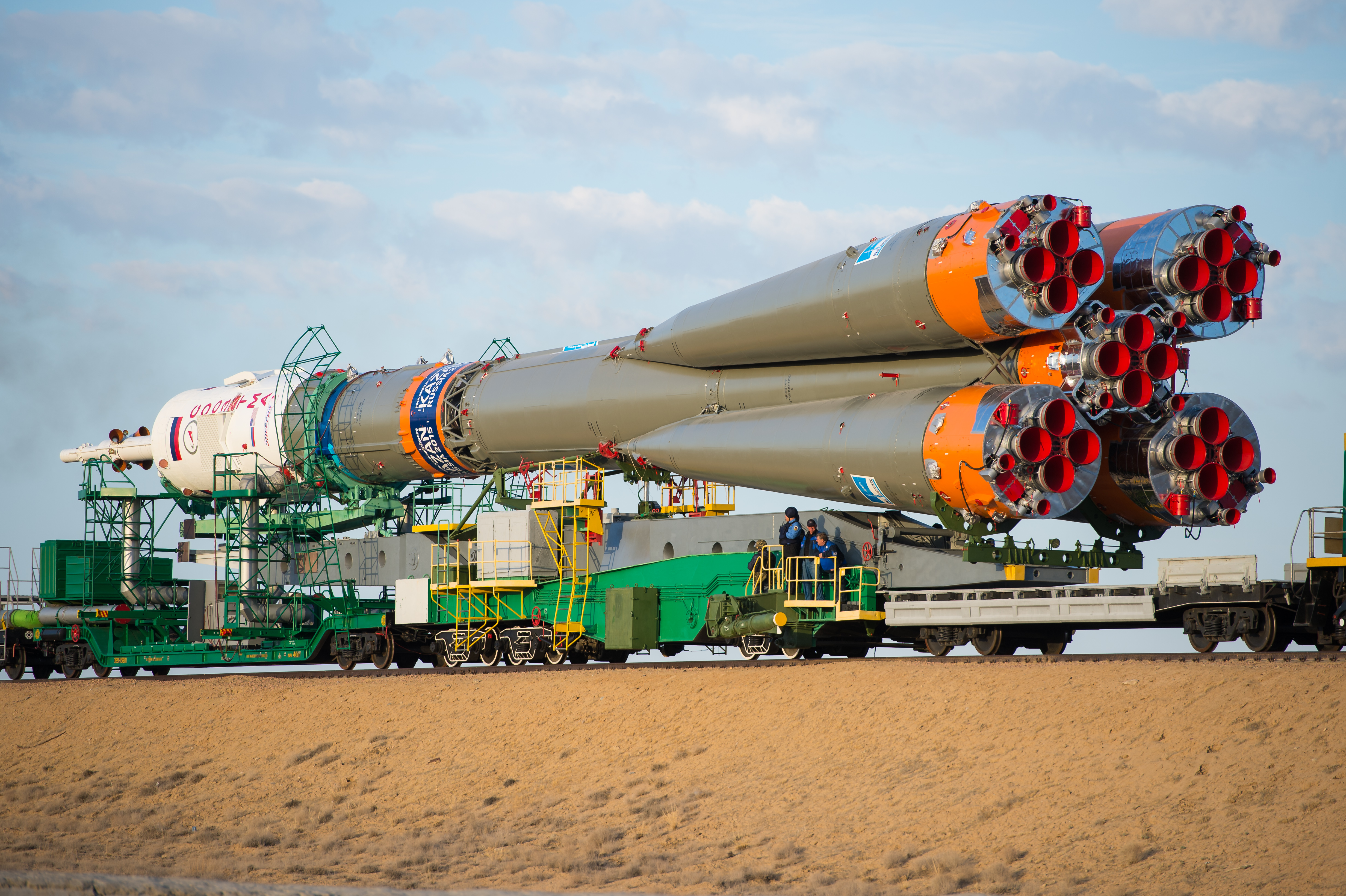
ソユーズロケットの発射台への展開
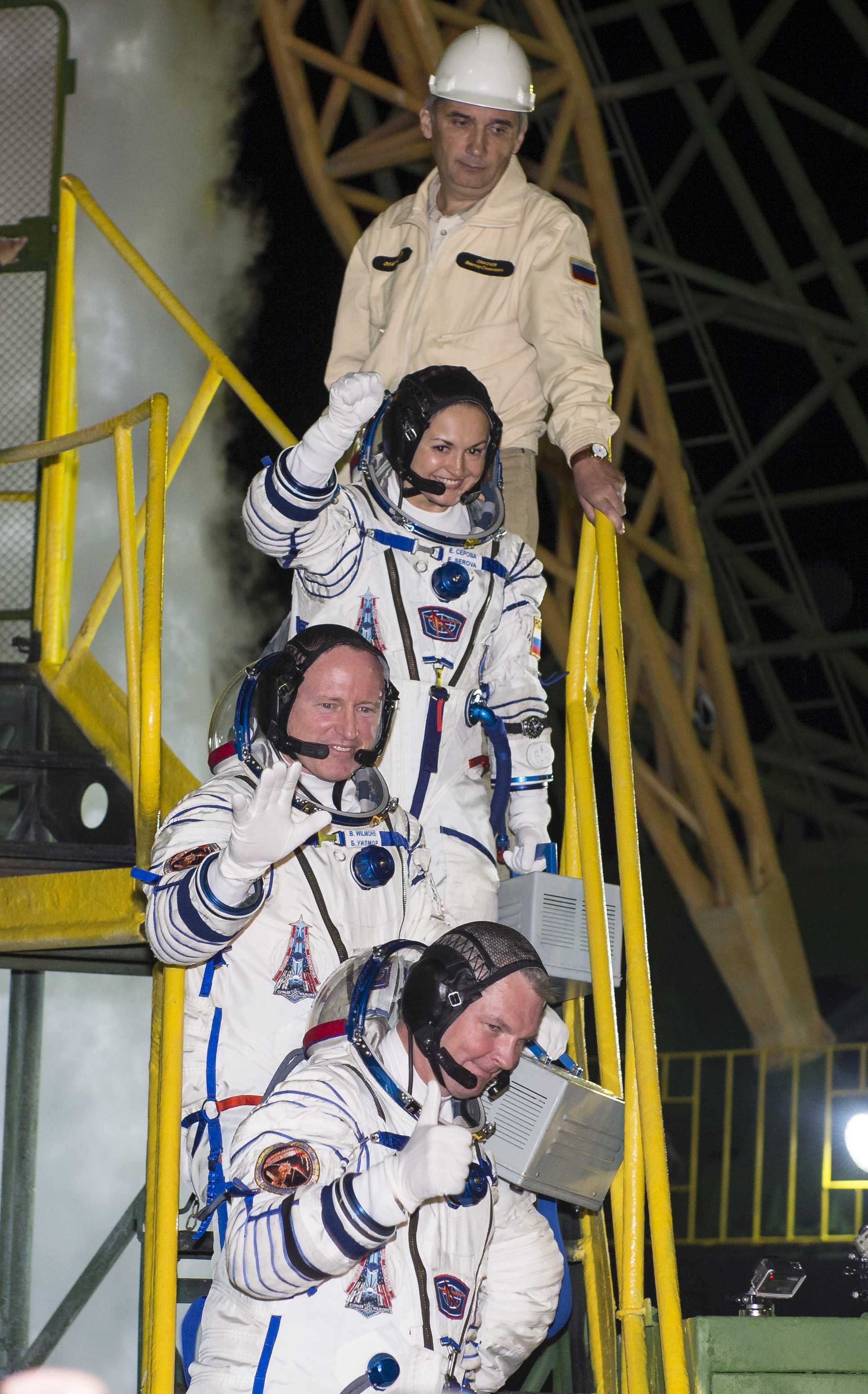
ロケット搭乗を前にして観衆に手を振るクルー
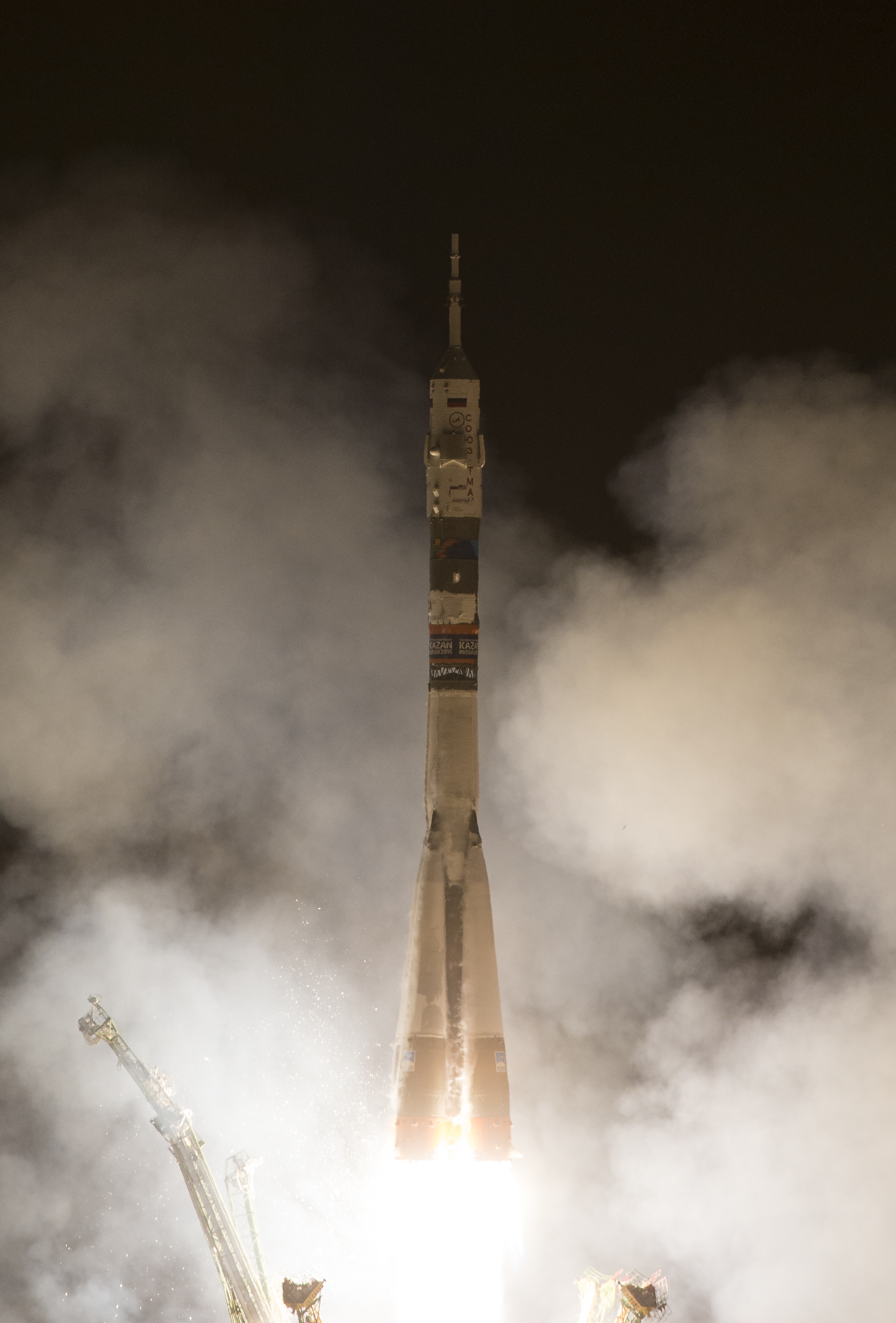
TMA-14Mの打ち上げ
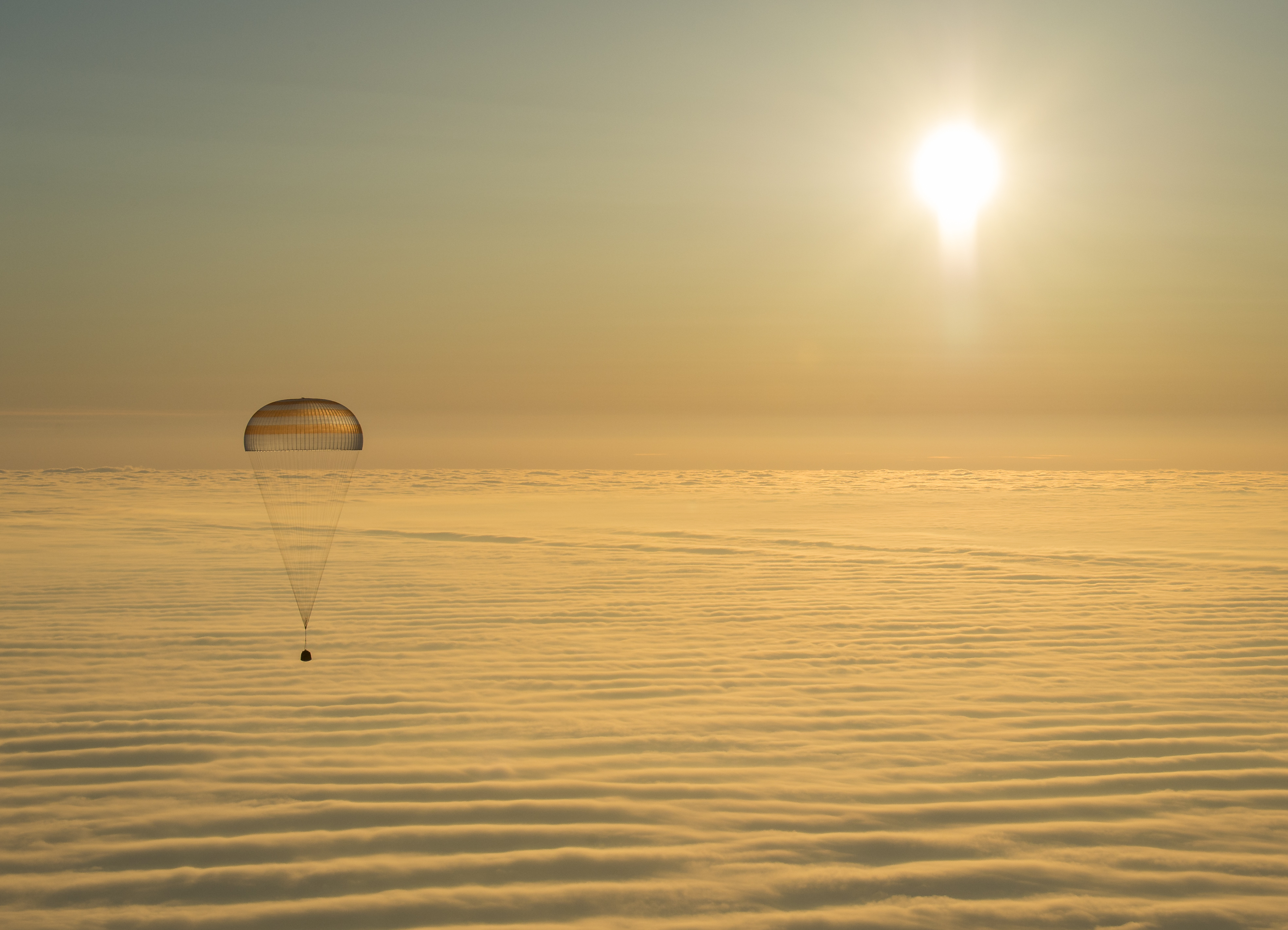
降下を行うTMA-14M、2015年3月12日
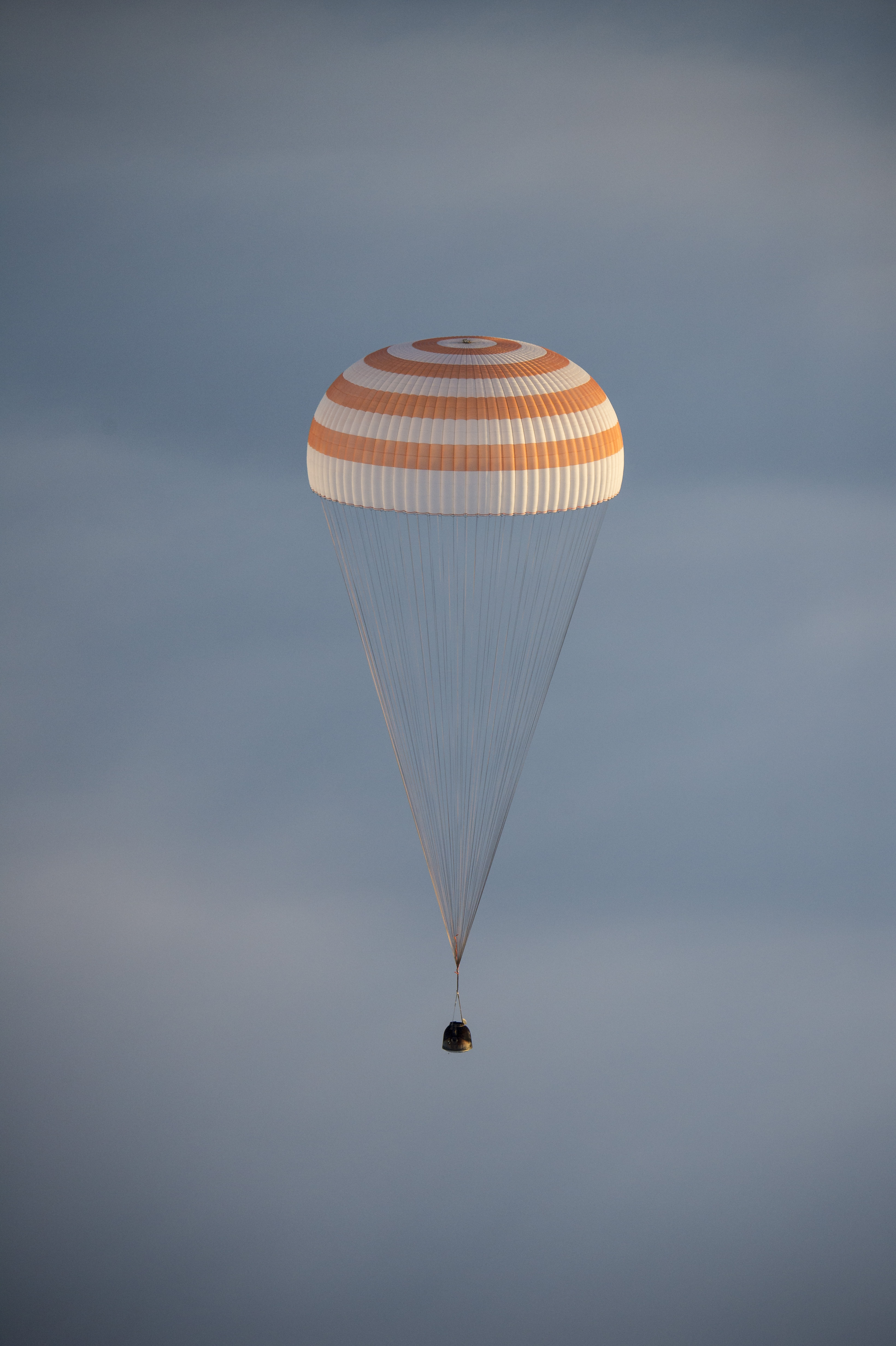
着陸前のTMA-14M

## 註
1. ↑  “Планируемые полёты” (ロシア語).   astronaut.ru. 2012年6月30日閲覧。
2. ↑  astronaut.ru (2013年). “Орбитальные полёты”. 2014年3月17日閲覧。
3. 1 2  Harwood, William (2014年9月25日). “Two Russians, one American set for Soyuz launch”. CBS News 2014年9月25日閲覧。
4. ↑  “Mission Status Center”.   Spaceflight Now. 2014年9月25日閲覧。
5. 1 2  “Expedition 41 Welcomes New Trio Aboard Station”.   NASA. 2014年9月26日閲覧。